# Hazlehurst (Geórgia)
Hazlehurst é uma cidade localizada no estado americano de Geórgia, no Condado de Jeff Davis.

## Demografia
Segundo o censo americano de 2000, a sua população era de 3787 habitantes.
Em 2006, foi estimada uma população de 3801, um aumento de 14 (0.4%).

## Geografia
De acordo com o United States Census Bureau tem uma área de 12,3 km², dos quais 12,2 km² cobertos por terra e 0,1 km² cobertos por água.

## Localidades na vizinhança
O diagrama seguinte representa as localidades num raio de 28 km ao redor de Hazlehurst.